# VXI
Стандарт VXI (англ. VMEbus eXtention for Instrumentation — расширение VMEbus для измерительной техники) — одно из направлений развития шины VMEbus. Основываясь на шине VMEbus, и, полностью включая её как подмножество, интерфейс VXI представляет собой самостоятельный стандарт на контрольно-измерительную и управляющую аппаратуру высшего класса точности. Спецификации VXIbus публиковались в 1987 (версия 1), 1998 (версия 2) и 2004 году (версия 3). VXI был принят в качестве стандарта IEEE как IEEE Std 1155-1992..

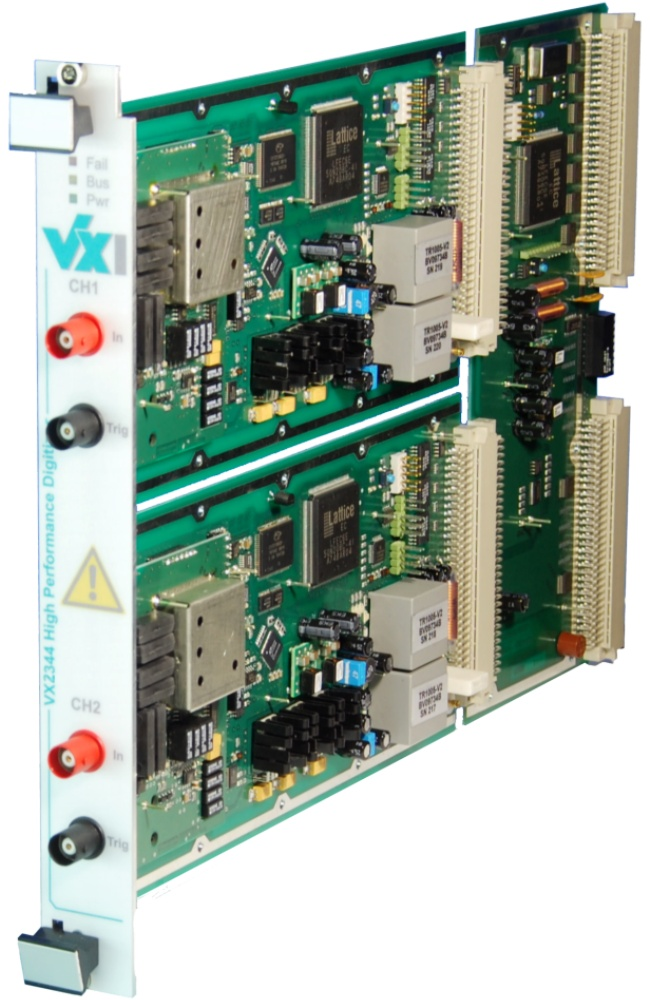
Модуль формата VXI

Стандарт определяет требования к VXI-крейтам (многослотовым блокам, в которые устанавливаются модули VXI и модули питания), VXI-инструментам (измерительным или коммутирующим модулям), и т. п.